# Hyper Neo Geo 64

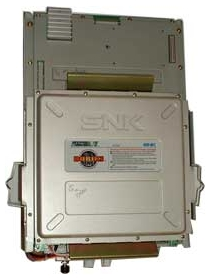
Hyper Neo Geo 64

Hyper Neo Geo 64 ist ein Arcade-System von SNK. Es ist der Nachfolger des populären Neo-Geo-Systems, war aber auf 3D-Grafik ausgelegt.

## Allgemeines
SNK brachte das Hyper Neo-Geo 64 1997 als Platine für Spielhallen. Dieser Schritt wurde notwendig, da die Konkurrenz zu der Zeit die Kunden bereits mit 3D-Spielen begeistern konnte.
Das Neo Geo, bekannt für seine Prügelspiele, konnte dies jedoch nicht.

## Hardware
- CPU: 64-Bit RISC-Prozessor, VR4300 mit 100 MHz des Herstellers NEC[1]
- 4 MB RAM, 64 MB Programmspeicher[1]
- Farbpalette: 16,7 Millionen Farben[1]
- 96 MB Vertexspeicher, 16 MB Texturspeicher
- 128 MB Speicher für Sprites, 64 MB für Sprite-Scrolling
- Sound: 32 Kanäle, 44,1 kHz Samplingfrequenz, 32 MB Wavetable RAM[1]

Trotz der relativ guten Hardwarespezifikationen konnte das HNG64 nicht mit der damaligen Konkurrenz von Namco und Sega mithalten.

## Spiele
Während der zwei Jahre, die das HNG64 auf dem Markt war, wurden lediglich 7 Spiele veröffentlicht:
| Veröffentlicht am | Entwickler | Englischer Titel                  | Japanischer Titel                     | Genre         |
| ----------------- | ---------- | --------------------------------- | ------------------------------------- | ------------- |
| 11. Sep. 1998     | SNK        | Beast Busters: Second Nightmare   | ビーストバスターズ セカンドナイトメア | Rail Shooter  |
| 21. Mai 1999      | SNK        | Buriki-One                        | 武力 ~BURIKI-ONE~                     | Beat ’em up   |
| 1999              | SNK        | Fatal Fury: Wild Ambition         | 餓狼伝説 WILD AMBITION                | Beat ’em up   |
| 10. Sep. 1997     | SNK        | Road's Edge                       | ラウンドトリップ RV                   | 4X4 Rennspiel |
| 19. Dez. 1997     | SNK        | Samurai Shodown 64                | 侍魂 ~SAMURAI SPIRITS~                | Beat ’em up   |
| 16. Okt. 1998     | SNK        | Samurai Shodown 64: Warriors Rage | SAMURAI SPIRITS 2 アスラ斬魔伝        | Beat ’em up   |
| 13. Mai 1998      | SNK        | Xtreme Rally                      | オフビートレーサー!                   | Rennspiel     |